# Boerenpartij (Nederland)
De Boerenpartij of Boeren-Partij was een Nederlandse politieke partij, die van 1963 tot 1981 was vertegenwoordigd in de Tweede Kamer. Voor de verkiezingen in 1981 werd de Boerenpartij hernoemd tot de Rechtse Volkspartij (RVP), die echter geen enkele zetel behaalde.

## Oprichting

Fractievoorzitter van de Boerenpartij, Hendrik Koekoek bij twee Shetlandpony's, 26 september 1966

Het is niet helemaal zeker wanneer de Boerenpartij ontstond. De partijorganisatie had geen enkele rechtsvorm. Wel is bekend dat in 1958 in enkele plaatsen in Gelderland de voorlopers van de partij, de 'Vrije Boeren', meededen aan de gemeenteraadsverkiezingen. In 1959 werd de Boerenpartij als kiesvereniging ingeschreven bij de Kiesraad.
Oprichter van de Boerenpartij was Hendrik Koekoek, sinds 1946 voorzitter van de door hem opgerichte Vereniging van Bedrijfsvrijheid in de Landbouw. Deze vereniging, die zich ook wel de 'Vrije Boeren' noemde, verzette zich tegen de bemoeienis van de overheid met de landbouw, onder andere via het Landbouwschap. Een ander belangrijk persoon binnen de partij was medeoprichter Evert Jan Harmsen.
Koekoek was aanvankelijk lid van de Christelijk-Historische Unie. Bij de Tweede Kamerverkiezingen van 1956 stond hij op de kandidatenlijst van de Nederlandse Oppositie Unie, in de kieskring Middelburg als lijsttrekker. De Nederlandse Oppositie Unie haalde echter te weinig stemmen (19.503; 0,34 procent) voor een Kamerzetel.
De BP had weliswaar enkele leden die lid waren geweest van de NSB, maar de partij was niet racistisch en antifascistisch.

## Opkomst
De Boerenpartij kende een ietwat moeizame start. Bij de gemeenteraadsverkiezingen van 1958 werden alleen zetels behaald in Valburg en Zelhem. Bij de Tweede Kamerverkiezingen in 1959 bleef de partij met 39.423 (0,66 procent) onder de kiesdrempel steken. Bij de Statenverkiezingen van 1962 werd één zetel behaald, in de provincie Gelderland. De partij profileerde zich voornamelijk door protest tegen de voor boeren verplichte heffingen van het Landbouwschap.
Vlak voor de verkiezingen van 1963 steeg de populariteit van Koekoek, en zijn partij behaalde plotseling 3 zetels. De belangrijkste aanleiding hiervoor was de zogenoemde Boerenopstand in het Drentse Hollandscheveld, waar de politie met geweld enkele boerderijen ontruimde van boeren die heffingen van het Landbouwschap niet hadden betaald. Koekoek, aanwezig bij het incident en zelf afkomstig uit Hollandscheveld, verwierf in de pers een reputatie als verdediger van kleine ondernemers.

## Spectaculair succes in 1966
Het electoraat van de Boerenpartij bestond aanvankelijk voornamelijk uit boeren. Sinds het midden van de jaren zestig bleek de partij echter ook aantrekkingskracht uit te oefenen op middenstanders en kleine zelfstandigen die zich wilden verzetten tegen overheidsbemoeienis. De Boerenpartij werd in de loop van haar bestaan steeds meer een algemene protestpartij, waartoe ook vele stadsbewoners zich aangetrokken voelden om hun ongenoegens over maatschappelijke veranderingen en de kloof tussen de gevestigde politieke partijen en de kiezer te uiten, zoals destijds ook enigszins het geval was met de meer ludieke Kabouterbeweging en later ongeveer ook met de Lijst Pim Fortuyn.
Als gevolg hiervan behaalde de partij bij de Provinciale Statenverkiezingen van maart 1966 een onverwacht spectaculair succes: 44 zetels, en een percentage van 6,73, ten opzichte van 1963 een winst van 4,6%. In Tweede Kamerzetels uitgedrukt zou dit 10 zetels betekend hebben, dus een winst van 7 zetels ten opzichte van 1963. Deze enorme winst ging voornamelijk ten koste van de toenmalige regeringspartijen PvdA en KVP. Bij de gemeenteraadsverkiezingen twee maanden later drong de Boerenpartij ook door tot de gemeenteraden van een aantal grote steden, zoals Amsterdam (48.134 stemmen; 9,4 procent; 4 zetels), Rotterdam (29.380 stemmen; 7,2 procent, 3 zetels), Den Haag (36.739 stemmen; 6,9 procent, 5 zetels) en Utrecht (14.017 stemmen; 9,3 procent, 4 zetels). Dankzij het succes bij de Statenverkiezingen kreeg de BP ook drie zetels in de Eerste Kamer.

## In opspraak en scheuring vanaf 1966

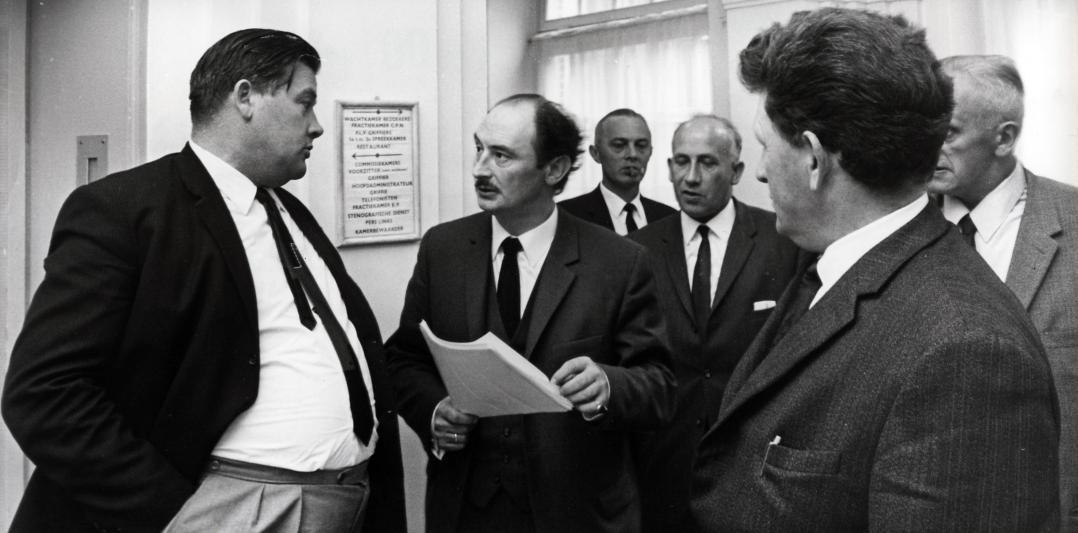
Viermansoppositie van de Boerenpartij die voor afsplitsing zorgde met een motie van wantrouwen tegen partijleider Koekoek

Het bleek namelijk snel dat zich onder de vele nieuwgekozen provinciale en gemeentelijke vertegenwoordigers veel mensen bevonden met een besmet oorlogsverleden. Het imago van de partij als een rechtse of zelfs extreemrechtse partij bleek aantrekkingskracht uit te oefenen op allerlei personen met een (NSB- of SS-)oorlogsverleden. Eerste Kamerlid Hendrik Adams en partijlid Evert Jan Roskam hadden beide een NSB-verleden. De partij raakte hierdoor ernstig gecompromitteerd.
Er volgde een golf van negatieve publiciteit, talloze interne conflicten en een scheuring. Naar aanleiding van de Adams-affaire vormde zich binnen de partij de groep Noodraad, die aanvankelijk probeerde intern de orde te herstellen, maar zich bij het falen van deze poging afscheidde van de Boerenpartij. Op 24 oktober werd onder leiding van Tweede Kamerlid Poulus Voogd de partij De Noodraad opgericht, die met een eigen lijst meedeed aan de Tweede Kamerverkiezingen van 1967. Voogd was niet op de kieslijst van de BP gezet vanwege een financieel geschil met Koekoek. De Boerenpartij behaalde in 1967 toch nog 7 zetels, een winst van 4, maar met 4,77% een slechter resultaat dan de 6,73% het jaar daarvoor bij de Provinciale Staten. De Noodraad kwam met 0,66% juist wat stemmen te kort voor een Kamerzetel.
Door interne conflicten (door de pers smalend genoemd de Boerenoorlog) viel ook de Tweede Kamerfractie van de Boerenpartij uiteen, zo scheidden in 1968 vier fractieleden zich onder aanvoering van Evert Jan Harmsen als Groep Harmsen af onder de naam Binding Rechts. Later zou ook Nico Verlaan zich afsplitsen, waardoor de Boerenpartij kort vóór de Tweede Kamerverkiezingen 1971 nog slechts twee van de zeven zetels over had.

## Kamerverkiezingen 1971 en 1972

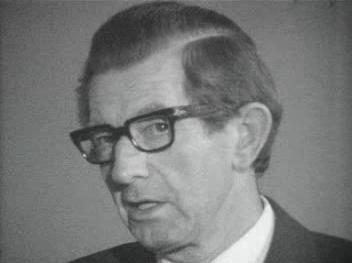
Hendrik Koekoek tijdens de verkiezingscampagne van 1972

De populariteit van voorman Koekoek daalde. Met het verkiezingsprogramma "Urgentieprogram 1971" ging de BP de verkiezingen van 1971 in, maar behaalde nog slechts één zetel. De Groep Harmsen, die deelnam als Binding Rechts, behaalde geen zetel. Rond deze periode stapte Bernhard Postma over naar de in 1971 opgerichte Nederlandse Volks-Unie.
Het leek gedaan met de Boerenpartij, maar bij de vervroegde verkiezingen van 1972 behaalde de partij weer drie zetels met het verkiezingsprogramma "Wat de Boeren-Partij wil". Naast Koekoek kwamen toen ook de erudiete zakenman Victor Honig van den Bossche en Jan de Koning in de Kamerbankjes. De Koning viel vooral op door zijn verzet tegen de invoering van de zomertijd; hij beweerde dat de zon zich toch niets van de klok aantrok.
In 1974 nam Koekoek samen met Vader Abraham de carnavalssingle "Den Uyl is in den olie" op. De plaat bereikte de eerste plaats in de Top 40. Koekoek werd zodoende de eerste (en tot dusver enige) Nederlandse politicus die bovenaan de hitparade stond.

## Tweede Kamerverkiezingen 1977 en nieuwe scheuring
Bij de Tweede Kamerverkiezingen van 1977 haalde de Boerenpartij nog maar één zetel. Kort daarna kwam Koekoek negatief in het nieuws omdat hij werd verdacht van en veroordeeld wegens het verwaarlozen van dieren (pony's) die bij hem in de wei in Bennekom liepen. Ook deed zich in november 1977 (opnieuw) een scheuring voor in de Boerenpartij, die onder meer leidde tot het vertrek van het enige Eerste Kamerlid van de Boerenpartij, B.W. Maris.

## Teloorgang
Bij de verkiezingen in 1981 deed de partij mee onder de nieuwe naam "Rechtse Volkspartij" (RVP). Hiermee werd geen enkele zetel gehaald. Na 1982, toen Koekoek ook zijn (enige) raadszetel in de gemeenteraad van Ede verloor, raakte de partij in de vergetelheid.

## Opvolgers
In de gemeente Heerde bestond tot 2010 een lokale fractie van de Boerenpartij. Deze fractie stond van 1970 tot 2006 onder leiding van Hendrik Jan van Duren. Na zijn vertrek uit de lokale politiek en zijn overlijden in 2008, besloot de partij in 2009 om de naam te wijzigen in Gemeentebelang Boerenpartij Heerde.
In 1993 werd in Hollandscheveld de Solidariteit Boerenpartij (SBP) opgericht. Voorman was Paul Koekoek, neef van Hendrik Koekoek. De partij had veel van het oorspronkelijke gedachtegoed van de Boerenpartij, maar was mede geïnspireerd door de Poolse beweging Solidarność. De SBP deed mee aan de Tweede Kamerverkiezingen van 1994 onder het verkiezingsprogramma "Het moet anders, zo kan het niet langer" en kreeg 9088 stemmen (0,1% van het totaal), wat geen zetel opleverde.

## Volksvertegenwoordiging

### Tweede Kamer
| Verkiezingsjaar | Aantal stemmen | % van de stemmers | Aantal behaalde zetels |
| --------------- | -------------- | ----------------- | ---------------------- |
| 1959            | 39.423         | 0,66%             | 0 / 150                |
| 1963            | 133.231        | 2,13%             | 3 / 150                |
| 1967            | 327.953        | 4,77%             | 7 / 150                |
| 1971            | 69.656         | 1,10%             | 1 / 150                |
| 1972            | 143.239        | 1,94%             | 3 / 150                |
| 1977            | 69.914         | 0,84%             | 1 / 150                |
| 1981            | 17.371         | 0,20%             | 0 / 150                |
| 1982            | 21.987         | 0,27%             | 0 / 150                |